# Spomenik zahvalnosti Francuskoj
Spomenik zahvalnosti Francuskoj rad je Ivana Meštrovića podignut u beogradskom parku Kalemegdanu 11. studenoga 1930. godine u znak prijateljstva, uzajamne pomoći i suradnje Srbije i Francuske tijekom Prvoga svjetskog rata. Podignut je dobrovoljnim prilozima Društva prijatelja Francuske i Društva nekadašnjih učenika francuskih škola. Brončana skulptura žene s mačem simbolizira Francusku koja juriša u pomoć Srbiji. Postavljena je na visokom postolju, čiju monumentalnost još više ističe geometrijski riješen parter.
Na ovom mjestu nekada se nalazio spomenik Karađorđu, koji je srušen tijekom Prvoga svjetskog rata.
Monumentalnost spomenika ističe i masivno zdanje Vojnog muzeja u pozadini.

## Vanjske poveznice
- Znameniti spomenici Beograda  Arhivirana inačica izvorne stranice od 26. studenoga 2005. (Wayback Machine) (srp.)